# Апостольский нунций в Пакистане
Апостольский нунций в Исламской Республике Пакистан — дипломатический представитель Святого Престола в Пакистане. Данный дипломатический пост занимает церковно-дипломатический представитель Ватикана в ранге посла. Апостольская нунциатура в Пакистане была учреждена на постоянной основе 9 октября 1951 года, в ранге апостольской интернунциатуры. Её резиденция находится в Исламабаде.
В настоящее время Апостольским нунцием в Пакистане является архиепископ Жерману Пенемоте, назначенный Папой Франциском 16 июня 2023 года.

## История
Апостольская делегатура в Карачи была учреждена 17 июля 1950 года, бреве «Arcano Dei» папы римского Пия XII.
9 октября 1951 года Апостольская делегатура была возведена в ранг Апостольской интернунциатуры в Пакистане, бреве «Medesimo» папы римского Пия XII.
Апостольская нунциатура в Пакистане была учреждена 27 декабря 1965 года, бреве «Quae Omnia» папы римского Павла VI. 

## Апостольские нунции в Пакистане

### Апостольские делегаты и интернунции
- Джеймс Корнелиус ван Мильтенбург, O.F.M. — (15 июля 1950 — 1951, в отставке);
- Эмануэле Кларицио — (1958 — 5 октября 1961 — назначен апостольским нунцием в Доминиканской Республике);
- Саверио Дзупи — (28 октября 1961 — 1965 — назначен апостольским нунцием).

### Апостольские нунции
- Саверио Дзупи — (1965 — 1966 — назначен апостольским про-нунцием в Турции);
- Костанте Мальтони — (2 января 1967 — 1970, в отставке);
- Джузеппе Уак — (23 июня 1970 — 7 октября 1976 — назначен апостольским нунцием в Камеруне и Экваториальной Гвинее);
- Джулио Эйнауди — (10 ноября 1976 — 5 августа 1980 — назначен апостольским про-нунцием на Кубе);
- Эмануэле Джерада — (15 октября 1980 — 24 февраля 1989 — назначен апостольским нунцием в Ирландии);
- Луиджи Брессан — (3 апреля 1989 — 26 июля 1993 — назначен апостольским нунцием в Камбодже и Таиланде, апостольский делегат в Лаосе и Мьянме);
- Ренцо Фратини — (7 августа 1993 — 8 августа 1998 — назначен апостольским нунцием в Индонезии);
- Алессандро Д’Эррико — (14 ноября 1998 — 21 ноября 2005 — назначен апостольским нунцием в Боснии и Герцеговине);
- Адольфо Тито Ильяна — (31 марта 2006 — 20 ноября 2010 — назначен апостольским нунцием в Демократической Республике Конго);
- Эдгар Пенья Парра — (2 февраля 2011 — 21 февраля 2015 — назначен апостольским нунцием в Мозамбике);
- Халеб Мусса Абдалла Бадер — (23 мая 2015 — 24 августа 2017 — назначен апостольским нунцием в Доминиканской Республике);
- Кристоф Закхия Эль-Кассис — (24 ноября 2018 — 3 января 2023 — назначен апостольским нунцием в Объединённых Арабских Эмиратах);
- Архиепископ Жерману Пенемоте — (16 июня 2023 — по настоящее время).